# Pokrowka (obwód astrachański)
Pokrowka (ros. Покровка) – wieś w Rosji, w obwodzie saratowskim, w rejonie astrachańskim. W 2010 liczyła 1070 mieszkańców.